# تونی بوزان
آنتونی پیتر بوزان (تونی بوزان) (انگلیسی: Tony Buzan؛ ۲ ژوئن ۱۹۴۲ – ۱۳ آوریل ۲۰۱۹) نویسنده و مشاور آموزشی بود. او از بنیانگذاران و ارائه کنندگان تکنیک‌های نقشه‌برداری ذهنی است. او مدعی است که با ورزشکاران المپیک، دانشگاه‌ها، بچه‌ها در همه سنین و اشخاص برجسته و مشهور کار کرده تا به آنها یاد دهد که چگونه استفاده از قدرت ذهنیشان را افزایش دهند.

## زندگی‌نامه
آنتونی پیتر بوزان در میدل‌سکس انگلیس به دنیا آمد. او دانش‌آموخته از دبیرستان کیتسیلانو ونکوور کانادا هست. او در سال ۲۰۰۶ برنامه نرم‌افزاری را که نقشه ذهنی را مدیریت می‌کند 'نقشه ذهنی من'(iMindMap) نامید. بسیاری از ایده‌های او در پنج کتاب گردآوری شده‌است. ایشان در ۱۸ سالگی در دانشگاه کلمبیا کانادا مشغول به تحصیل شد و در سال ۱۹۶۴ از این دانشگاه فارغ‌التحصیل شد. همچنین نقشه ذهنی را در سال ۱۹۷۰ ابداع کردند.

وی بیش از ۱۰۰ کتاب را تألیف کرده یا همکاری در تألیف داشته که به ۳۰ زبان مختلف دنیا ترجمه شده‌است. تونی بوزان به عنوان نویسنده کتاب‌های روانشناسی رایج و مردم پسند مثل نسبت هوشی(GQ)، هوش روحانی و معنوی، حافظه، خلاقیت و تندخوانی که با موضوعات حافظه و مغز در ارتباط هستند، مشهور شده‌است. همچنین بنیانگذار مؤسسه هوش و راه انداز مسابقات جهانی هوش است. همین‌طور وی از بنیانگذاران فستیوال روح جسم ذهن به‌خوبی المپیادهای ذهن بود.